# Спрейк, Гэри
Га́рет Спре́йк (англ. Gareth Sprake; 3 апреля 1945, Суонси — 18 октября 2016, Солихалл, Западный Мидленд) — валлийский футболист, игравший на позиции вратаря. В течение 11 сезонов играл за «Лидс Юнайтед», с которым в 1969 году стал чемпионом Англии.

## Биография

### Клубная карьера
Спрейк дебютировал 7 марта 1962 года в матче Второго дивизиона за «Лидс Юнайтед» против «Саутгемптона»; «Лидс» проиграл тот матч со счётом 1:4, но в том сезоне он сел в запас. В следующем сезоне он стал основным вратарём, которым оставался на протяжении 10 сезонов, а в 1964 году «йоркширцы» пробились в Элитный дивизион. В составе «Лидса» Спрейк выиграл ряд национальных и международных титулов, среди которых были Кубок Футбольной лиги в 1968 году, чемпионский титул в 1969 году и два Кубка ярмарок в 1968 и 1971 годах.
В 1972 году Спрейк потерял место в основном составе, поскольку его вытеснил Дэвид Харви. Несмотря на это, Спрейк является одним из рекордсменов по количеству «сухих» матчей, сохранив свои ворота без пропущенных голов более 200 раз и при этом сыграл за «Лидс» 508 матчей во всех турнирах. В 1973 году перешёл в «Бирмингем Сити»; сумма перехода составила 100 тысяч фунтов стерлингов и этот трансфер на тот момент был рекордным среди вратарей. За «Бирмингем» он отыграл два сезона и в 1975 году завершил карьеру из-за травмы спины.

### Карьера в сборной
За сборную Уэльса в период с 1963 по 1974 год сыграл 37 матчей.

### Заявление о договорных матчах
В 1978 году газета «Daily Mirror» заплатила Спрейку значительную сумму, чтобы тот обвинил бывшего главного тренера Дона Реви в организации договорных матчей. По его словам, Реви на протяжении всей своей карьеры пытался договориться о матчах и подкупить игроков соперника, но никакой реакции от Английской федерации на эти заявления не последовало. Его заявления принесли ему порицания, как от бывших одноклубников, так и от болельщиков «Лидса».
В 2012 году в интервью телеканала BBC он сказал следующее:
«Я сказал нечто ошибочное о замечательном человеке, хоть я и до сих пор думаю, что он был великим тренером. Я пошёл наперекор коллективу, и мне с этим приходится жить уже более тридцати лет. Меня это не особо беспокоит»

### Смерть
Скончался 16 октября 2016 года в Солихалле в возрасте 71 года.

## Достижения
«Лидс Юнайтед»
- Чемпион Англии (1) : 1968/69
- Победитель Второго дивизиона (1) : 1963/64
- Обладатель Кубка Англии (1) : 1971/72
- Обладатель Кубка Футбольной лиги (1) : 1967/68
- Обладатель Суперкубка Англии (1) : 1969
- Обладатель Кубка ярмарок (2) : 1967/68, 1970/71